# Avec les yeux
Avec les yeux es el segundo álbum de estudio de la cantante francesa Fishbach, publicado el 25 de febrero de 2022.
El álbum fue escrito y grabado en 2021 en las Ardenas, la región natal de la cantante después de que ella dejara París para restablecerse en el campo y el bosque.

## Diseño de portada
La portada muestra un retrato de la artista uniformada en un claroscuro juego de luces. Las portadas de los dos primeros sencillos fueron diseñadas por el diseñador gráfico Axel Besson.

## Promoción
Fishbach anunció que estaba trabajando en su segundo álbum, junto con el lanzamiento del sencillo principal «Téléportation», el 16 de noviembre de 2021.
El segundo sencillo, «Masque d'or» fue publicado el 24 de noviembre de 2021. El sitio web Turtlenek escribió: “Fishbach ofrece un gran éxito disco que tienes que seguir repitiendo. La canción extremadamente contagiosa se lleva al siguiente nivel gracias a las voces increíblemente poderosas y humeantes de Fishbach que parece que no podemos escuchar lo suficiente”. Chelsea Brimstin de Indie88 comentó que “«Masque d'or» es un sorprendente regreso para Fishbach. En la canción, ella equilibra su sonido synthpop con la mezcla cautivadora de Michael Declerck”. Añadió: “La voz de Fishbach realmente toma la delantera. Con un sonido humeante y sensual, la artista canta sobre el hombre detrás de la máscara”.
«Dans un fou rire» fue publicado el 24 de enero de 2022 como el tercer sencillo. El sitio web Turtlenek llamó a la canción una “balada sentimental llena de brillantes sintetizadores y respaldada por la extraordinaria voz de Fishbach”. Florian Ques de Têtu comentó: “Bajo su aire de balada electro-pop, este nuevo título recuerda la variedad francesa de una década pasada. Es hermoso y no puedes evitar escuchar a Barbara y Vartan en él, con una melodía que Kate Bush probablemente no habría escupido”.
El cuarto y último sencillo, «Presque beau», fue publicado un día antes del lanzamiento del álbum el 24 de febrero de 2022. El videoclip, dirigido por Aymeric Bergada du Cadet, muestra a la cantante en un mundo medieval envuelto en una fascinante cinematografía inspirada en los años 80.

## Recepción de la crítica
Alberto Cox Delano, escribiendo para Pajiba, llamó al álbum “simplemente hermoso”. Charlotte Candido de Pozzo Live le dio una calificación de 8 sobre 10 y escribió: “¡Una delicia para los oídos, el transcurso del segundo álbum transcurrió sin sombras en el tablero!”, añadiendo que “Fishbch supo acompañar sus emociones explorando todas las facetas de su voz”. Candido terminó su reseña llamando al álbum “multifacético”.

## Lista de canciones
Todas las canciones escritas y compuestas por Flora Fischbach. 
| Lista de canciones de Avec les yeux |                    |          |  |
| N.º                                 | Título             | Duración |  |
| 1.                                  | «Dans un fou rire» | 3:52     |  |
| 2.                                  | «De l'instinct»    | 4:04     |  |
| 3.                                  | «Masque d'or»      | 3:32     |  |
| 4.                                  | «Nocturne»         | 3:13     |  |
| 5.                                  | «Tu es en vie»     | 4:56     |  |
| 6.                                  | «Quitter la ville» | 2:58     |  |
| 7.                                  | «La foudre»        | 3:01     |  |
| 8.                                  | «Téléportation»    | 3:33     |  |
| 9.                                  | «Démodé»           | 3:25     |  |
| 10.                                 | «Presque beau»     | 3:47     |  |
| 11.                                 | «Arabesques»       | 3:02     |  |

## Créditos
Créditos adaptados desde las notas del álbum.
- Fishbach – voz principal y coros, guitarra, piano, teclado
- Simon Saymon Roger – batería
- Arthur Azara – guitarra, bajo eléctrico, teclado, programación
- Roman Rappak – guitarra, bajo eléctrico
- Michael Declerck – guitarra, bajo eléctrico, programación, percusión, coros

Personal técnico
- Chab – masterización
- Jack Lahana – mezclas
- Remi Peral – asistente de mezclas
- Michael Declerck – productor

Diseño
- Jules Faure – fotografía
- Linda Petrova – diseño de portada
- Thomas Petit – tipografía